# La Pudeur ou l'Impudeur
La Pudeur ou l'Impudeur é um documentário francês de 62 minutos realizado por Hervé Guibert entre 1990 e 1991 e transmitido postumamente na televisão (TF1) em janeiro de 1992. O filme foi feito a partir de videocassetes, foi editado por Maureen Mazurek e produzido por Pascale Breugnot.

## Sinopse
Hervé Guibert encena os últimos momentos da sua vida a partir de imagens de seu quotidiano como paciente com SIDA. As sequências são filmadas no seu apartamento (no seu quarto, na sua casa de banho), na casa das suas tias avós, em ambiente hospitalar (durante uma biópsia, durante uma consulta médica) e na Ilha de Elba. Pontuam o filme entrevistas com amigos próximos. O filme combina imagens de grande dureza com imagens poéticas. Em Le Protocole compassionnel, Hervé Guibert escreve “Acho que acabámos de fazer um dos documentários mais bizarros de todos os tempos".
Embora concluído em fevereiro de 1991, o filme só seria exibido na televisão no dia 30 de janeiro de 1992. O contexto epidémico, um período de alta mortalidade da SIDA (4000 mortes por ano em 1991), a imagem da degradação física do jovem escritor e a qualidade testamentária do filme explicam em parte a relutância em transmiti-lo na televisão.

## Ficha técnica
- Montagem: Maureen Mazurek
- Produção: Pascale Breugnot
- Distribuição: Edições BQHL
- Format : Cor
- Língua: francês